# Дзарасов, Солтан Сафарбиевич
Солта́н Сафарби́евич Дзара́сов (10 июля 1928 — 23 января 2015) — советский экономист, российский политический и общественный деятель. Сопредседатель СДПР в 1996-98 и в 2001-02 гг. Доктор экономических наук, профессор. По национальности осетин-дигорец. Автор более 100 работ по экономике и политологии.

## Биография
Родился в селе Чикола (Северная Осетия).
В 1945 году поступил в институт в Москве. В 1954 году защитил кандидатскую диссертацию, после чего вернулся в Северную Осетию.
В 1955 году оставил перспективную работу в институте, чтобы занять пост председателя отстающего колхоза в своем родном селе. Впоследствии был переведён в Северо-Осетинский обком КПСС.
С 1960 года вновь переехал в Москву на работу в МГУ по приглашению заведующего кафедрой политической экономии Н. А. Цаголова, работал по проблемам соотношения централизма и самостоятельности в советской экономической системе, которая стала темой его докторской диссертации.
В 1970-х и 1980-х работал в Академии общественных наук и в Университете Дружбы народов.
В 1988 г. был одним из инициаторов созданной А. Д. Сахаровым «Московской трибуны», служившей рупором демократического движения в СССР.
В 1989 году стал одним из шести лауреатов международного конкурса на проект программы экономических реформ, способный обеспечить конвертируемость советского рубля.
С. С. Дзарасов одним из первых на страницах «Правды» в 1989 году поставил вопрос о демократической реформе в КПСС, а на страницах «Социалистической индустрии» — о создании системы социалистического народовластия (В одной из своих статей 2008 года он писал: «Когда-то США выступали поборником неподдельной свободы и демократии, называемых „американскими ценностями“»).
Один из инициаторов создания СДПР в 1990 году. После создания Социал-демократической ассоциации СССР стал председателем Экономической комиссии. В 1995-96 гг. был заместителем Председателя СДПР, в 1996-98 — член Президиума Правления (сопредседатель).
Умер 23 января 2015 года в Москве.
Сын — Р. С. Дзарасов.

## Сочинения
- Куда Кейнс зовет Россию? — М.: Алгоритм, 2012. — 304 с.
- Судьба политической экономики и ее советского классика / Солтан Дзарасов, Станислав Меньшиков, Гавриил Попов. — М. : Альпина Бизнес Букс, 2004 (ОАО Можайский полигр. комб.). — 453 с., ISBN 5-9614-0049-2 (с)

### Статьи С. Дзарасова
- ПИСЬМО ИЗ АНГЛИИ
- Путь к авантюре. Михаил Саакашвили: страницы политической биографии
- Михаил Калецкий: жизненный путь и научный вклад. К 100-летию со дня рождения
- Михаил Калецкий: интеллектуальное наследие
- ТЯЖКОЕ БРЕМЯ САМОСТОЯТЕЛЬНОСТИ. Как обеспечить подлинную независимость Южной Осетии